# Nkuyu (Kyela)
Nkuyu ist ein Verwaltungsbezirk (Ward) des Distrikts Kyela in der tansanischen Region Mbeya.

## Geografie
Nkuyu ist ein Bezirk im Südwesten von Tansania. Er ist ein Stadtteil der Distrikthauptstadt Kyela. Die Fläche des Bezirks beträgt 4,6 Quadratkilometer und bei der Volkszählung 2022 lebten hier 5843 Menschen in 1592 Haushalten.

## Gliederung
Der Bezirk besteht aus fünf Orten (Kitongoji):
- Njisi
- Busikali
- Busilika
- Igombola
- Butengule